# Duinen Terschelling
Das Fauna-Flora-Habitat-Gebiet Duinen Terschelling liegt auf der westfriesischen Insel Terschelling in der niederländischen Provinz Friesland. Das 40,4 km² große Schutzgebiet gehört zum europäischen Schutzgebietsnetz Natura 2000. Es umfasst die Dünenlandschaft im Norden der Insel.
Das Gebiet grenzt im Norden an das Natura-2000-Gebiet Noordzeekustzone und im Süden an das Natura-2000-Gebiet Waddenzee. Zudem überschneidet es sich in großen Teilen mit dem gleichnamigen Vogelschutzgebiet. Das Gebiet wurde 2002 als FFH-Gebiet vorgeschlagen. 2004 erfolgte die Bestätigung als Gebiet gemeinschaftlicher Bedeutung (SCI) und 2009 die Ausweisung als Besonderes Erhaltungsgebiet (SAC).

## Schutzzweck

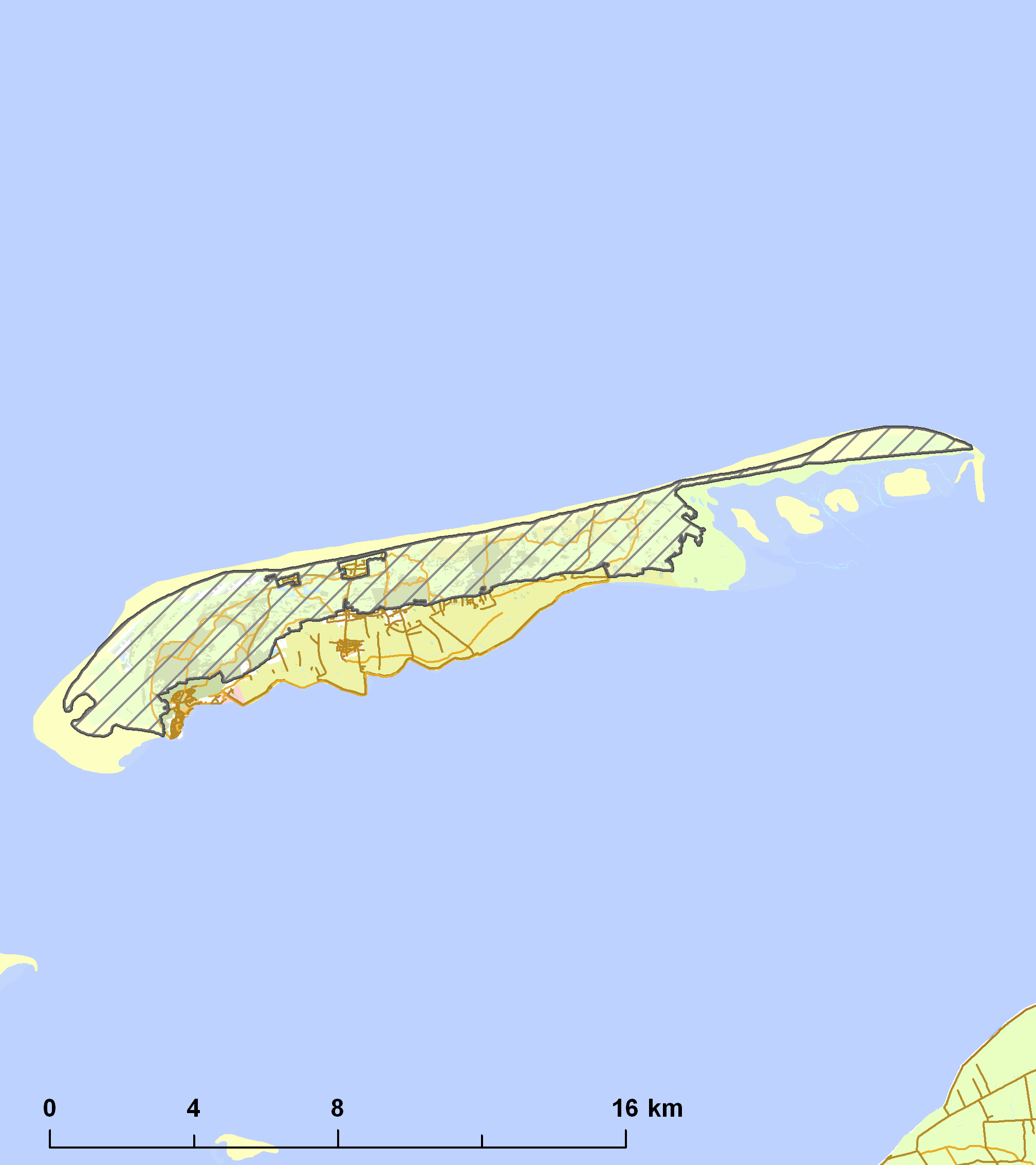
Karte des Schutzgebiets (schraffiert)

### Lebensraumtypen
Folgende Lebensraumtypen nach Anhang I der FFH-Richtlinie kommen im Gebiet vor; prioritäre Lebensraumtypen sind mit * gekennzeichnet:
| EU Code | * | Lebensraumtyp (offizielle Bezeichnung)                                                             | Fläche (ha) |
| ------- | - | -------------------------------------------------------------------------------------------------- | ----------- |
| 1310    |   | Pioniervegetation mit Salicornia und anderen einjährigen Arten auf Schlamm und Sand (Quellerwatt)  | 21          |
| 1320    |   | Schlickgrasbestände (Spartinion maritimae)                                                         | 2           |
| 1330    |   | Atlantische Salzwiesen (Glauco-Puccinellietalia maritimae)                                         | 165         |
| 2110    |   | Primärdünen                                                                                        | 54          |
| 2120    |   | Weißdünen mit Strandhafer Ammophila arenaria                                                       | 380         |
| 2130    | * | Festliegende Küstendünen mit krautiger Vegetation (Graudünen)                                      | 884         |
| 2140    | * | Entkalkte Dünen mit Empetrum nigrum                                                                | 974         |
| 2150    | * | Festliegende entkalkte Dünen der atlantischen Zone (Calluno-Ulicetea)                              | 94          |
| 2160    |   | Dünen mit Hippophaë rhamnoides                                                                     | 45          |
| 2170    |   | Dünen mit Salix repens ssp. argentea (Salicion arenariae)                                          | 194         |
| 2180    |   | Bewaldete Dünen der atlantischen, kontinentalen und borealen Region                                | 267         |
| 2190    |   | Feuchte Dünentäler                                                                                 | 155         |
| 6230    | * | Artenreiche montane Borstgrasrasen (und submontan auf dem europäischen Festland) auf Silikatböden  | 9,5         |
| 6410    |   | Pfeifengraswiesen auf kalkreichem Boden, torfigen und tonig-schluffigen Böden (Molinion caeruleae) | 3,4         |

### Arteninventar
Folgende Arten von gemeinschaftlichem Interesse sind für das Gebiet gemeldet:
| Bild             | EU Code | * | Art              | wissenschaftlicher Name | Artengruppe |
| ---------------- | ------- | - | ---------------- | ----------------------- | ----------- |
| Kegelrobbe       | 1364    |   | Kegelrobbe       | Halichoerus grypus      | Säugetiere  |
| Sumpf-Glanzkraut | 1903    |   | Sumpf-Glanzkraut | Liparis loeselii        | Pflanzen    |
| Froschkraut      | 1831    |   | Froschkraut      | Luronium natans         | Pflanzen    |